# Равник, Виктор
Виктор Равник (сербохорв. Виктор Равник, словен. Viktor Ravnik, родился 19 октября 1941 года) — югославский хоккеист, защитник.

## Биография
Выступал за клубы «Акрони Есенице» и «Медвешчак», в составе клуба «Акрони Есенице» 14 раз становился чемпионом Югославии. В составе сборной Югославии выступал на зимних Олимпийских играх 1964, 1968 и 1972 годов. На играх 1968 года в шести матчах отметился тремя голевыми передачами. На играх 1972 года был выбран знаменосцем сборной Югославии на церемонии открытия. Карьеру завершил в 1972 году. В 2007 году введён в Словенский хоккейный зал славы.